# Dolina Niari
Dolina Niari – region rolniczo-hodowlany w Departamencie Niari w południowo-zachodnim Kongo w Afryce. Ziemia w dolinie jest bardzo żyzna, co powoduje, że region posiada ogromne znaczenie dla gospodarki kraju.

## Geografia
Wyżyna Mayombé, sięgająca 800 m wysokości i opadająca stromym zboczem ku nadbrzeżnym równinom nadatlantyckim, jest porośnięta gęstym lasem i stanowi naturalną zaporę dla obfitych opadów deszczów. Za nią, w głębi lądu, znajduje się Dolina Niari. Tu również dominują obszary leśne i sawannowe, ale opady są niższe. Dolina jest rolniczym zagłębiem kraju, a głównymi produktami są kawa, kakao, cukier, kukurydza, tytoń i olej palmowy. Ma tu również miejsce hodowla bydła, drobiu i trzody chlewnej. Rzeka Niari nie może być wykorzystywana w celach transportowych, bo odcinki żeglowne są pooddzielane licznymi porohami, a tam, gdzie przedziera się przez Wyżynę Mayombé, wodospadami. Lasy i sawanny zamieszkują dzikie zwierzęta, wśród nich słonie, lamparty i bawoły, szczególnie liczne w Rezerwacie Przyrody Góry Fouari.

## Rolnictwo
Dolina Niari zajmuje około 400 000 hektarów. Trzy czwarte tego obszaru pokrywa gruba warstwa żyznego humusu. Po II wojnie światowej, przybyła tu pewna liczba francuskich rodzin z Aubeville, z zamiarem realizacji projektu agrarnego. Zastali tam kilku wcześniej osiadłych francuskich rolników, ale dolina była generalnie bezludna (prawie bez tubylców). Zaletą tej lokalizacji była jedyna w kraju linia kolejowa. Nowi osadnicy otrzymali od władz kolonii nadanie w postaci 5000 ha, ale w pierwszych latach natrafiali na trudności, jak szkodniki i choroby roślin, susze, a nawet gradobicia. Zaczęli na małą skalę uprawy i hodowlę drobiu i bydła, a ponadto eksperymentowali z uprawami nowych roślin, przede wszystkim ryżu, orzeszków ziemnych i tytoniu.   
Niedługo później, staraniem władz francuskich, powstały rządowe stacje badawcze, które zainicjowały zakładanie plantacji palm olejowych i trzciny cukrowej, budowę tłoczni oliwy i rafinerii cukru, mechanizację zbioru orzeszków ziemnych i ryżu. Stacje eksperymentowały z Urena lobata, a także uprawiały cytrusy, banany i ananasy. Innymi ich przedsięwzięciami było poszukiwanie minerałów, założenie szkółki drzew dla nasadzeń cenionej dla drewna limby afrykańskiej oraz stada około 2000 sztuk bydła rasy N'Dama.
Po dekolonizacji w roku 1970 majątki ziemskie i plantacje trzciny cukrowej zostały znacjonalizowane i przekazane rządowej firmie Société Industrielle et Agricole du Niari. Do roku 1978 nastąpił 80-procentowy spadek produkcji cukru i firma – winna znaczne sumy pieniędzy skarbowi państwa – zbankrutowała, rozpadając się na trzy części, z których jedną była Sucrerie du Congo. W 1988 roku jej plantacje trzciny obejmowały 22 000 ha, ale po kilku latach, gdy nadmiernie zwiększono zatrudnienie, zmniejszyła się opłacalność produkcji, więc w roku 1991 firma została sprywatyzowana i obecnie nosi nazwę SARIS-Congo.